# Діді-Ліахві
Велика Ліахві (ос. Стыр Леуахи; груз. დიდი ლიახვი, Діді-Ліахві) - річка в Південній Осетії та Грузії, ліва притока Кури. Довжина – 98 км, площа басейну – 2440 км². Середній нахил річки 17,9 м/км. У верхів'ї зветься Ерманідон.
Витоки у льодовиках південного схилу Великого Кавказу: річка бере початок зі схилів гори Лазг-Ціті (3877 м). Течія річки порожиста, швидка. Ущелиною Великої Ліахві проходить стратегічна Транскавказька автомагістраль, що пов'язує Південну та Північну Осетію через Рокський тунель.
На річці розташоване селище міського типу Дзау, місто Цхінвал, села Гуфта та Ітрапіс, при впаданні в Куру — місто Горі.
Найбільша притока - Мала Ліахві, впадає ліворуч. Друга за довжиною притока — Паца, впадає праворуч, біля села Гуфта.
На північ від села Кехві розташована ГЕС потужністю 200 Кіло Ватт. У 2007 році потужність сягала 1 Мега Ватт.

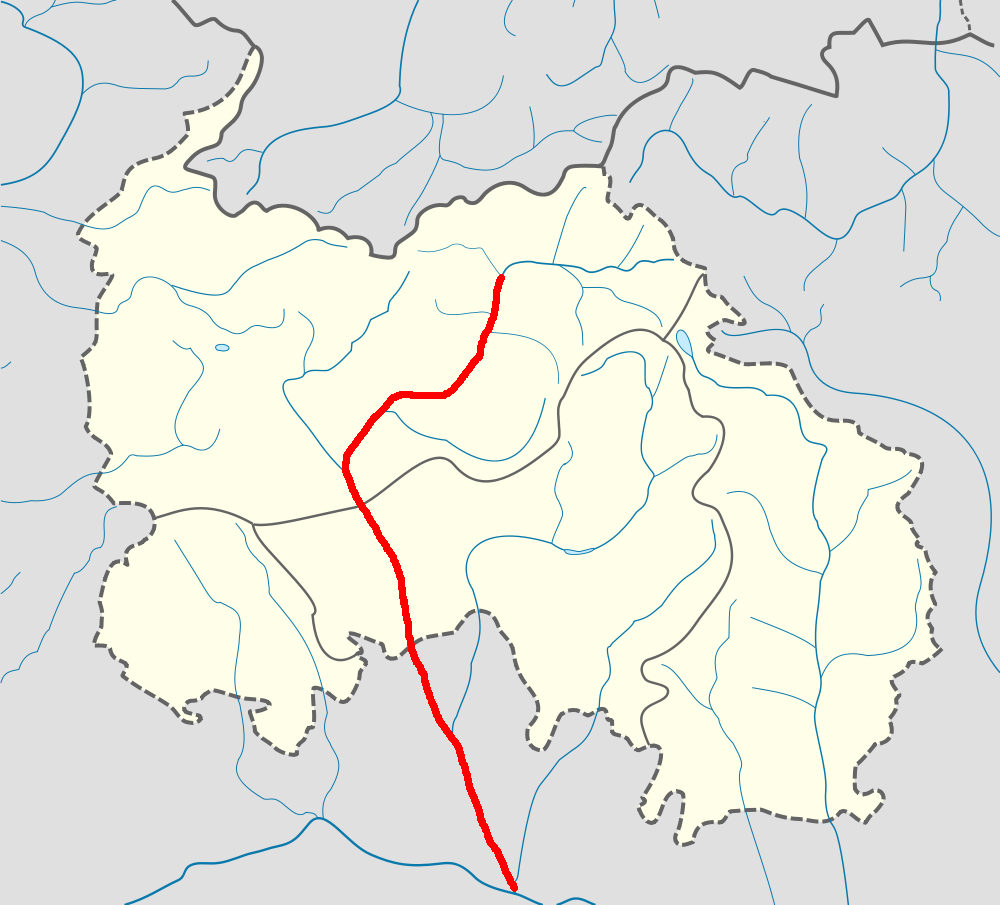
Діді-Ліахві на карті Південної Осетії

У басейн річки входить гірське озеро Цілгідзуар.

## Етимологія
Переконливої етимології назви Ліахві немає. Вважаю чи лі картвельським префіксом сванського походження, що слугує для позначення місця, в основі гідроніма бачать грузинське хев - "вода, річка".

## Населені пункти
На території Республіки Південна Осетія, Держави Аланія ;
- село Середній Рук,
- Багіата,
- Цала,
- Царіта,
- Уанел,
- Кошкайікау,
- Роката,
- Єлбачіта,
- Борджніс,
- Стирфаз,
- Уаллаг Хуце,
- Бинаг Хуце,
- селище міського типу районний центр Дзау,
- Нініа,
- Бузала,
- Мсхлєб,
- Барс,
- Стир Гуфта,
- Чисил Гуфта,
- Ітрапіс,
- (колишні грузино-населені села: Кемерті, Дзарцемі, Кехві, Курта, Нижній Ачабеті, Верхній Ачабеті, Хеїті, Тамарашені),
- Столиця Республіки Південна Осетія місто Цхінвалі
- село Гудзабар.

На території Республіки Грузія
- Ергнеті,
- Нижній Нікозі,
- Мегвекрісі,
- Пхенісі,
- Шиндісі,
- Дзевара,
- Варіані,
- Тедоцмінду.

## Топографічні карти
Шаблон:Карта/Таблиця